# Quatuor avec piano
Pour les articles homonymes, voir Quatuors avec piano.

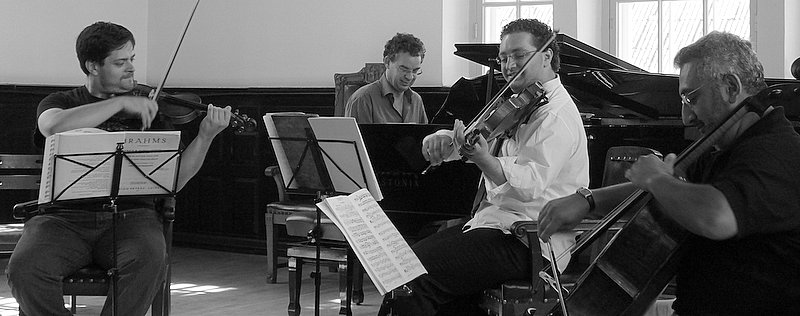
Un quatuor avec piano.

Un quatuor avec piano est une composition musicale destinée à un piano et trois instruments mélodiques (généralement un violon, un alto et un violoncelle).

## Origines
Le quatuor à clavier doit sa naissance à plusieurs facteurs dont on n'a pas encore précisément déterminé l'origine et l'importance. On peut néanmoins affirmer que cette combinaison musicale s'est développée à partir de la deuxième moitié du XVIIIe siècle au moment où l'instrument à clavier (à cette époque, le clavecin) abandonne la fonction de basse continue pour acquérir un rôle de soliste. En contrepartie, les instruments qui, durant l'époque baroque, chantaient la mélodie (dans le cas présent, les cordes), sont désormais confinés dans un rôle d'accompagnement.
Dans les années 1760 et 1770, à Londres, est publié un grand nombre d'œuvres portant le titre de sonate ou quatuor, composées pour clavier accompagné de trois instruments à cordes par des musiciens — tombés dans l’oubli — comme :
- Charles Avison (1709-1770)
- Thomas Ebdon (1738-1811)
- John Garth (c. 1722-c. 1810)
- Pietro Guglielmi (1728-1804)
- Frederic Schumann (fl. 1760-1780)
- Joseph Harris (c. 1745-1814)
- Matthias Hawdon (?-1787)
- Felice Giardini (1716-1796)
- Jean-Frédéric Edelmann (1749-1794)
- Johann Paul Schulthesius (1748-1816)

ainsi que deux musiciens un peu plus connus :
- Johann Schobert (c. 1735-1767)
- et Johann Christian Bach (1735-1782), un des fils de Johann Sebastian.

Parallèlement, l'émancipation du clavier aboutit inévitablement à la naissance du concerto. Il est tentant de procéder à une juxtaposition entre les premiers concertos pour clavier et les premiers quatuors à clavier.
Premièrement, ces deux formes sont évidemment composées d'un clavier et de cordes ; les concertos comme ceux des Britanniques William Felton (1715-1769), Philip Hayes (1738-1797) et John Stanley (1712-1786), de Joseph Haydn (1732-1809), auteur de plusieurs concertos entre 1760 et 1767, et de Johann Christian Bach (1735-1782) par exemple, ne comportent presque jamais de partie pour instrument à vent mais seulement des parties d'instrument à cordes, comme le quatuor à clavier. Ces instruments à cordes jouent un rôle de remplissage harmonique, autrement dit un accompagnement rudimentaire, le clavier étant traité le plus souvent de manière soliste et brillante. D'une certaine manière, le quatuor se présente donc sous la forme d'un concerto miniature.
Deuxièmement, jusqu'à l'aube du XIXe siècle, le quatuor comporte généralement trois mouvements comme dans les concertos, alors que les formes classiques de la musique de chambre exigent depuis 1770 une structure en quatre mouvements.
La naissance et l'évolution du concerto et du quatuor à clavier semblent donc intimement liées.
Il se peut également que le trio à clavier, déjà à l'honneur dès 1750 grâce à quelques compositeurs dont Haydn, ait donné des idées à l'un ou l'autre puisqu'à cette époque, comme les sonates, le trio était une œuvre pour clavier avec accompagnement de violon et violoncelle. De là à y ajouter un troisième instrument à cordes, il n'y a qu'un pas.
Le mouvement amorcé à Londres ne s'est curieusement pas prolongé là-bas; le terrain était pourtant favorable à l'éclosion du véritable quatuor à clavier. Mais il faut souligner que le XIXe siècle au Royaume-Uni n'a pas vu se produire grand chose en musique de chambre. Cette dernière remarque vaut également pour l'Italie qui se désintéresse de la musique de chambre au profit de l'opéra, alors que comme on l'a dit, Guglielmi, Giardini et d'autres ont composé des quatuors à clavier, et que la forme du concerto pour clavier et cordes n'est pas absente de ce pays.

## Période classique
C'est Mozart (1756-1791) qui allait donner l'impulsion définitive avec ses deux quatuors (K. 478 et K. 493) composés en 1785 et 1786 sous l'influence de réminiscences des œuvres de Johann Schobert.
C'est également vers 1785 que Beethoven (1770-1827) compose ses trois quatuors à clavier WoO 36/1 à 3 (en mi bémol majeur, ré majeur et ut majeur), sans qu'il ait apparemment eu connaissance des deux œuvres de Mozart ni des pièces antérieurement éditées à Londres...
L'année 1785 est importante à un troisième égard, à savoir que l'alto semble définitivement s'imposer à cette période, après avoir connu des premières tentatives par Edelmann et Giardini à la fin des années 1770. En effet, la plupart des quatuors à clavier écrits avant 1785 étaient destinés à un clavier, deux violons et un violoncelle.
Jusqu'aux premières années du XIXe siècle, le quatuor à clavier reste, malgré le nombre important d'œuvres écrites, un phénomène marginal confiné dans le monde de la Hausmusik et du clavier accompagné.
Cependant, les exigences toujours plus grandes en matière de virtuosité pianistique, notamment sous l'influence de Mozart, ouvrent bientôt au quatuor les portes des salles de concert.
Diverses œuvres témoignent de cette évolution déjà sensible chez Mozart et Beethoven, parmi lesquelles les quatuors de
- Johann Nepomuk Hummel (1778-1837),
- Ferdinand Ries (1784-1838, élève de Beethoven),
- Bernhard Romberg (1767-1821) et
- Carl Maria von Weber (1786-1826).

Il faut mentionner deux compositeurs ayant écrit des œuvres beaucoup plus importantes pour l'évolution de la forme du quatuor à clavier, principalement en ce qui concerne l'équilibre entre les quatre instruments :
- le Prince Louis Ferdinand de Prusse (1772-1806, élève de Beethoven), qui a écrit 2 quatuors
- et Felix Mendelssohn (1809-1847), auteur de quatre quatuors.

Dès lors, le quatuor à clavier se démarque lentement du concerto, et devient une véritable forme de musique de chambre accordant une plus grande importance aux cordes dans l'équilibre sonore.
Dans l'Empire austro-hongrois, mais surtout en Allemagne, se produit un véritable engouement pour cette combinaison instrumentale : énormément de compositeurs en écrivent, dont :
- Johann Franz Xaver Sterkel (1750-1817)
- Franz Anton Hoffmeister (1754-1812) : plusieurs dizaines de quatuors
- Jan Ladislav Dussek (1760-1812) : 2 quatuors
- Johann Friedrich Hugo, Freiherr von Dalberg (1760-1812)
- Anton Eberl (1765-1807) : 2 quatuors
- Václav Jan Tomášek (1774-1850)
- Friedrich Kuhlau (1786-1832) : 3 quatuors
- Joseph Mayseder (1789-1863) : 3 œuvres
- Johannes Wenzeslaus Kalliwoda (1801-1866), etc.

Après 1830, c’est-à-dire après l’Adagio et Rondo concertant D. 487 de Franz Schubert (1797-1828) — qui semble hésiter entre un mini-concerto et la musique de chambre —, il semble que le quatuor à clavier soit arrivé à maturité : ayant abandonné les styles de sonates virtuoses avec accompagnement de cordes ou de concerto de chambre, on peut maintenant le qualifier d'œuvre de musique de chambre à part entière.

## Période romantique
C'est alors que la plupart des grands compositeurs romantiques et post-romantiques écrivent un ou plusieurs véritables chefs-d'œuvre :
- Robert Schumann (1810-1856) :

Quatuor en ut mineur (1828/30);
Quatuor en si bémol majeur (1831/32, inachevé);
Quatuor en mi bémol majeur, op. 47 (1842);
- Johannes Brahms (1833-1897) :

Quatuor en sol mineur, op. 25 (1861);
Quatuor en la majeur, op. 26 (1861);
Quatuor en ut mineur, op. 60 (1875);
- Antonín Dvořák (1841-1904) :

Quatuor en ré majeur, op. 23, B. 53 (1875);
Quatuor en mi bémol majeur, op. 87, B. 162 (1889);
- Gabriel Fauré (1845-1924) :

Quatuor en ut mineur, op. 15 (1876-9);
Quatuor en sol mineur, op. 45 (1885-6);
sans oublier les très belles pages de
- Carl Reinecke (1824-1910) :

Quatuor en mi bémol majeur, op. 34 (c. 1853);
Quatuor en ré majeur, op. 272 (c. 1904);
- Camille Saint-Saëns (1835-1921) :

Quatuor en mi bémol majeur (1853);
Quatuor en si bémol majeur, op. 41 (1875);
- Alexis de Castillon (1838-1873) :

Quatuor en sol mineur, op. 7 (1869);
- Josef Rheinberger (1839-1901) :

Quatuor en mi bémol majeur, op. 38 (1870);
- Ernest Chausson (1855-1899) :

Quatuor en la majeur, op. 30 (1897);
- Richard Strauss (1864-1949) :

Quatuor en ut mineur, op. 13 (1883-84);
- Gustav Mahler (1860-1911) :

Mouvement de Quatuor à clavier (1877);
- Guillaume Lekeu (1870-1894)

Quatuor inachevé (un mouvement) (1892-93)
- Alexander von Zemlinsky (1871-1942) :

Quatuor en ré majeur (c. 1893);
- Franck Bridge (1879-1941) :

Phantasie en fa dièse mineur, H. 94 (1910);
- Max Reger (1873-1916) :

Quatuor en ré mineur, op. 113 (1910);
Quatuor en la mineur, op. 133 (1914);
et un nombre incalculable de musiciens moins connus comme
- Jan Willem Wilms (1772-1847) : 2 quatuors & 3 rondeaux;
- Eugène Walckiers (1793-1866) : 3 quatuors;
- Charles-Auguste de Bériot (1802-1870) : 2 quatuors;
- Ferdinand Hiller (1811-1885) : 3 quatuors;
- Pedro Tintorer y Segura (1814-1891) : 3 quatuors;
- Hugo Stähle (1826-1848);
- Adolphe Blanc (1828-1885) : 4 quatuors, dont une transcription d'un quintette pour piano et vents;
- Salomon Jadassohn (1831-1902);
- Kaspar Joseph Brambach (1833-1902) : 3 quatuors;
- Hermann Goetz (1840-1876);
- Heinrich Picot de Peccaduc, Freiherr von Herzogenberg (1843-1900) : 2 quatuors;
- Robert Fuchs (1847-1927) : 2 quatuors;
- Sir Charles Hubert H. Parry (1848-1918);
- Zdeněk Fibich (1850-1900);
- Xaver Scharwenka (1850-1924);
- Sir Charles Villiers Stanford (1852-1924) : 2 quatuors;
- Sergueï Taneïev (1856-1915);
- Algernon Ashton (1859-1937) : 2 quatuors;
- Léon Boëllmann (1862-1897);
- Alexander Winkler (1865-1935);
- Gustav Jenner (1865-1920);
- Josef Suk (1874-1935);
- Reynaldo Hahn (1875-1947)

etc.

## LeXXesiècle
Au début du XXe siècle, le quatuor à clavier se fait de plus en plus rare ; on en compte toutefois quelques-uns dignes d'intérêt, notamment ceux de
- Georges Enesco (1881-1955)
  - Quatuor en ré majeur, op. 16 (1909)
  - Quatuor en ré mineur, op. 30 (1944)
- Joaquín Turina (1882-1949)

Quatuor en la mineur, op. 67 (1931)
- Bohuslav Martinů (1890-1959)

Quatuor I, H. 287 (1942)
- et Alexandre Tansman (1897-1986)

Suite-Divertissement (1929)
Par la suite, des compositeurs de la deuxième moitié du XXe siècle ont contribué à renouveler le genre :
- Gérald Barry (1952) : 4 quatuors
- Karol Beffa (1973) : Café 2010 (2010) et It rings a bell… (2016)
- Aaron Copland (1900-1991) : Quatuor (1950)
- Franco Donatoni (1927-2000) : Ronda (1984)
- Luc Ferrari (1929-2005)
- Ielena Firsova (1950)
- Gunnar de Frumerie (1908-1987) : 2 Quatuors, op. 23 (1941) & op. 57 (1963)
- Nigel Keay (1955) Quatuor (1986)
- Victor Kissine (1953)
- Christophe Looten (1958) Quatuor avec piano, op. 42 (1994)
- Darius Milhaud (1892-1974) : Quatuor op. 417 (1966)
- Kelly-Marie Murphy (1964)
- Judith Weir (1954) : 5 œuvres

## Compositrices
Liste de compositrices ayant écrit au moins un quatuor pour piano et cordes :
- Elfrida Andrée (1841-1929)
- Jeanne Barbillion (1895-1992)
- Léopoldine Blahetka (1810-1887)
- Mel Bonis (1858-1937)
- Dora E. Bright (1863-1951)
- Erika Budai (1966)
- Rhona Clarke (1958)
- Jean Coulthard (1908-2000)
- Emma Lou Diemer (1927)
- Rosalind Ellicott (1857-1924)
- Graciane Finzi (1945)
- Elena Firsova (1950)
- Juliette Folville (1879-1946)
- Baronne Jacqueline Fontyn (1930)
- Deirdre Gribbin (1967)
- Louise Héritte-Viardot (1841-1918)
- Luise Adolpha Le Beau (1850-1927)
- Jeanne Leleu (1898-1979)
- Helene Liebmann [née Riese] (1796-après 1835)
- Tera Gerharda de Marez-Oyens (1932-1996)
- Fanny Mendelssohn (1805-1847)
- Florentine Mulsant (1962)
- Kelly-Marie Murphy (1964)
- Betty Olivero (1954)
- Dora Pejacevic (1885-1923)
- Barbara L. Pentland (1912-2000)
- Ingrid Rasch (1926-1995)
- Marga Richter (1926)
- Johanna Senfter (1879-1961)
- Marcelle Soulage (1894-1970)
- Margaret Ada Sutherland (1897-1984)
- Freda Swain (1902-1985)
- Judith Weir (1954)
- Alice Mary Meadows White [née Smith] (1839-1884)

## Compositeurs belges
Liste de compositeurs belges ayant écrit au moins un quatuor pour piano et cordes :
- Charles-Auguste de Bériot (1802-1870)
- Martin-Pierre Marsick (1847-1924)
- Désiré Pâque (1867-1939)
- Guillaume Lekeu (1870-1894)
- François Rasse (1873-1955)
- Joseph Jongen (1873-1953)
- Victor Vreuls (1876-1944)
- Léon Jongen (1884-1969)
- Arthur Meulemans (1884-1966)
- Robert Herberigs (1886-1974)
- Paul de Maleingreau (1887-1956)
- Jules Toussaint De Sutter (1889-1959)
- Georges A.M. Antoine (1892-1918)
- Jean Absil (1893-1974)
- Jules Strens (1893-1971)
- Clement D’Hooghe (1899-1951)
- Raymond Chevreuille (1901-1976)
- Willem Pelemans (1901-1991)
- Marcel Poot (1901-1988)
- Louis De Meester (1904-1987)
- Charles Houdret (1905-?)
- Jef Maes (1905-1996)
- Jef Van Durme (1907-1965)
- Norbert Rosseau (1907-1975)
- Franz Constant (1910-1996)
- Albert Delvaux (1913-2007)
- Vic Legley (1915-1994)
- Marcel Quinet (1915-1986)
- José Berghmans(1921-1992)
- Willem Kersters (1929-1998)
- Baronne Jacqueline Fontyn (1930)
- Lucien Goethals (1931)
- André Laporte (1931)
- Marcel De Jonghe (1943)

## Conclusion
En guise de brève conclusion, on peut affirmer que le quatuor avec piano — dont le répertoire compte au moins 1500 œuvres — a attiré l'attention de grands compositeurs, tant sur le plan de la qualité que sur celui de la quantité, plus encore que le quintette avec piano.
En effet, en ne prenant en considération que six grands compositeurs, Mozart a composé deux quatuors avec piano, mais point de quintette ; Beethoven nous a laissé quatre quatuors à clavier mais aucun quintette; Mendelssohn a composé quatre quatuors avec piano mais pas un seul quintette ; Schumann a composé 3 quatuors à clavier (le célèbre op. 47 ainsi qu'un quatuor de jeunesse et un autre inachevé) et un quintette ; Brahms a écrit un seul quintette et trois quatuors à clavier; Camille Saint-Saëns (1835-1921) a composé deux quatuors et un seul quintette...
Sans parler de compositeurs moins connus comme Karl Gottlieb Reissiger (1798-1859), qui a écrit 7 quatuors et seulement 2 quintettes, Anton Rubinstein (1829-1894) — 2 quatuors et un quintette — et Johann Christian Friedrich Schneider (1786-1853) — 3 quatuors et pas un seul quintette —, tout comme Eugène Walckiers (1793-1866) et Pedro Tintorer y Segura (1814-1891).

## Les «autres» quatuors avec piano
Il s'agit ici de mentionner quelques exemples d'œuvres écrites pour d'autres combinaisons instrumentales que la formule classique traitée ci-dessus.

### Piano et cordes
- Piano, 2 violons et violoncelle : Sándor Szokolay (1931-2013)
- Piano, 2 violons et alto : Arthur Honegger (1892-1955) et Georges Migot (1891-1976)
- Piano, 2 altos et violoncelle : Rui Coelho (1892-1986)
- Piano, violon, violoncelle et contrebasse : Morsima-Amorsima (1962) de Iannis Xenakis (1922-2001)
- Piano à 4 mains, violon et violoncelle : 4 œuvres de Hermann Berens (1826-1880)
- 2 pianos, violon et violoncelle : Josef Matthias Hauer (1883-1959)
- Quatuor avec piano et orchestre : Marcel Poot (1901-1988) et Alexandre Tansman (1897-1986)

### Piano et vents
- Franz Berwald (1796-1868) : Quatuor en mi bémol majeur (1819) pour piano, clarinette, cor et basson.
- Camille Saint-Saëns (1835-1921) : Caprice sur des airs danois et russes op. 79 (1887), pour flûte, hautbois, clarinette et piano.
- Darius Milhaud (1892-1974) : Sonate (1918) pour flûte, hautbois, clarinette et piano.
- Nikos Skalkottas (1904-1949) : Deux quatuors A/K 40 & 40a (1940-42) pour piano, hautbois, basson et trompette.
- Niels Viggo Bentzon (1919-2000) : Quatuor (1952-53) pour piano, flûte, hautbois et basson.
- Marcel Quinet (1915-1986) : Concertino (1960) pour hautbois, clarinette, basson et piano.
- Isang Yun (1917-1995) : Quatuor (1992) pour cor, trompette, trombone et piano.
- Jean Françaix (1912-1997) : Quatuor (1994) pour clarinette, cor de basset, clarinette basse et piano.

### Piano, cordes et vents
- François Aimon (1779-1866) : Récréation, pour 2 violoncelles, cor et piano.
- Raffaele D'Alessandro (1911-1959) : Ayrton Suite op. 63 (1948) pour flûte, hautbois, alto et piano.
- Alfredo Casella (1883-1947) : Sinfonia (1932) pour clarinette, trompette, violoncelle et piano.
- John Casken (1949) : Music for a Tawny-Gold Day (1976) pour alto, saxophone alto, clarinette basse et piano.
- René de Castéra (1873-1955) : Concert (1922) pour piano, flûte, clarinette et violoncelle.
- Edison Denisov (1929-1996) : D-S-C-H (1969) pour clarinette, trombone, violoncelle et piano.
- Henryk Górecki (1933-2010) : Muzyczka IV (1970) pour clarinette, trombone, violoncelle et piano.
- Emile Goué (1904-1946) : Quatuor (1924) pour flûte, violon, violoncelle et piano.
- Paul Hindemith (1895-1963) : Quatuor (1938) pour clarinette, violon, violoncelle et piano.
- Heinrich Kaminski (1886-1946) : Quatuor op. 1b (1912) pour clarinette, violon, violoncelle et piano.
- Wilhelm Kempff (1895-1991) : Quatuor (1919-20) pour piano, flûte, violon et violoncelle.
- Bohuslav Martinů (1890-1959) : Quatuor (1947) pour hautbois, violon, violoncelle et piano.
- Olivier Messiaen (1908-1992) : Quatuor pour la fin du Temps (1941) pour violon, clarinette, violoncelle et piano.
- Georges Migot (1891-1976) : Quatuor (1960) pour flûte, violon, violoncelle et piano.
- Florentine Mulsant (1962) : Quatuor (2002) pour clarinette, violon, violoncelle et piano.
- Tristan Murail (1947) : Vues aériennes (1988) pour cor, violon, violoncelle et piano.
- Robert Simpson (1921-1997) : Quatuor (1975) pour cor, violon, violoncelle et piano.
- Tōru Takemitsu (1930-1996) : Quatrain II (1976) pour clarinette, violon, violoncelle et piano.
- Anton Webern (1883-1945) : Quatuor op. 22 (1928-1930) pour clarinette, saxophone ténor, violon et piano.
- Isang Yun (1917-1995) : Quatuor (1988) pour flûte, violon, violoncelle et piano.

### Divers
- Franz Liszt (1811-1886) : Première Elégie (1874) pour violoncelle, piano, harpe et harmonium.
- Béla Bartók (1881-1945) : Sonate pour deux pianos et percussions (1937).
- Karlheinz Stockhausen (1928-2007) : Kreuzspiel (1951, rev. 1960) pour hautbois, clarinette basse, piano et percussion.
- Luciano Berio (1925-2003) : Linea (1974) pour deux pianos, vibraphone et marimba.
- Morton Feldman (1926-1987) : 4 Instruments (1963) pour violon, violoncelle, glockenspiel et piano.
- Joan Guinjoan (1931) : Miniatures (1965) pour clarinette, piano, percussion et violon.
- George Crumb (1929) : Dream Sequence (1976) pour violon, violoncelle, piano et percussion.
- Pierre Bartholomée (1937) : Mezza voce (1980) pour violon, clarinette, piano et percussion.
- Peter Sonderegger (1960) : Coloré, décoré,… (1990) pour violon, violoncelle, piano et guitare.